# Hermann Haupt (Entomologe)
Hermann Haupt (* 24. Januar 1873 in Langensalza; † 2. Juni 1959 in Halle (Saale)) war ein deutscher Lehrer und Entomologe.

## Leben
Hermann Haupt legte 1893 am Lehrerseminar in Weißenfels das Examen ab. Nach Verwendungen als Lehrer an der Dorfschule in Jagsal bei Schlieben und der Volksschule in Halle wurde er 1901 Lehrer für Naturwissenschaften, Geographie und Mathematik an der Knaben-Mittelschule in Halle. Hermann Haupt wurde 1919 Mitglied der Sozialdemokratischen Partei Deutschlands und 1934 aus politischen Gründen aus dem Schuldienst entlassen.
In den folgenden Jahren leitete er ehrenamtlich die private Biologische Station Bellinchen a.d. Oder und arbeitete zwischen 1938 und 1941 am Geologisch-Paläontologischen Institut der Martin-Luther-Universität Halle-Wittenberg, musste jedoch auch hier aus politischen Gründen ausscheiden.
Hermann Haupt war seit dem 18. September 1907 Leiter der Entomologischen Abtheilung des Vereins für Naturkunde zu Halle/Saale.
Als Entomologe legte er seinen Schwerpunkt auf Coleopteren und Hemipteren und widmete sich dabei speziell den Homopteren und hier den Zikaden.
Haupt galt in Deutschland lange als führender (und einziger) Zikadenexperte. Er veröffentlichte darüber seit 1910. Seine Übersicht über die Zikaden Mitteleuropas für die Reihe Die Tierwelt Mitteleuropas (Herausgeber Paul Brohmer, Paul Ehrmann und Georg Ulmer) war ein Schlusspunkt der älteren Systematik, die sich nur der äußeren Morphologie bediente. Der französische Medizinprofessor Henri Ribaut hatte aber schon in den 1920er Jahren damit begonnen, auch feinanatomische Details zum Beispiel der inneren männlichen  Geschlechtsorgane heranzuziehen (Monographie über die Cicadellidae 1952). In Deutschland wurde der Hamburger Lehrer Wilhelm Wagner (1895–1977) der Nachfolger von Haupt als Zikadenexperte, der seit den 1930er Jahren die Taxonomie einer Revision unterzog unter Auswertung innerer männlicher Geschlechtsorgane.
Er ist unter anderem Erstbeschreiber der Gattung Poecilagenia Haupt 1927 und des Taxons Evagetes subglaber (Haupt 1941) aus der Familie der Wegwespen.
1940 wurde Hermann Haupt als Mitglied  in die Deutsche Akademie der Naturforscher Leopoldina aufgenommen. 1950 erhielt er von der Mathematisch-Naturwissenschaftlichen Fakultät der Martin-Luther-Universität Halle-Wittenberg das Ehrendoktorat. 1958 wurde er Ehrenmitglied der Deutschen Entomologischen Gesellschaft.
Seine Sammlung fossiler Insekten erhielt das Geiseltalmuseum in Halle. Ein großer Teil seiner Zikadensammlung kam 1998 über die Zikadensammlung von Hans Joachim Müller (1911–2007) an das Senckenberg-Museum, ein weiterer Teil seiner Sammlung kam an die Zoologische Sammlung der Universität Halle-Wittenberg (Hymenoptera), das Staatliche Museum für Tierkunde in Dresden und das Naturkundemuseum Erfurt.

## Schriften (Auswahl)
- Monographie der Psammocharidae (Pompilidae) Mittel-, Nord- und Osteuropas. Friedländer, Berlin 1927
- Neueinteilung der Homoptera-Cicadina nach phylogenetisch zu wertenden Merkmalen. In: Zoologische Jahrbücher. Abteilung für Systematik, Geographie und Biologie der Tiere, 58, S. 173–286
- Unterordnung Gleichflügler: Homoptera. In: Paul Brohmer, Paul Ehrmann und Georg Ulmer (Hrsg.): Die Tierwelt Mitteleuropas, IV (X), 1935, S. 115–262
- Die Käfer (Coleoptera) aus der eozänen Braunkohle des Geiseltales. Geologica 6, Akademie Verlag, 1950
- Beitrag zur Kenntnis der eozänen Arthropodenfauna des Geiseltales. Nova Acta Leopoldina, Nr. 128, 1956, S. 1–90
- mit Rudolph Zaunick: Elemente einer systematischen Aufteilung der Macromerinae m. (Hymenoptera-Sphecoidea) Fam. Pompilidae, Subfam. Macromerinae. Nova Acta Leopoldina, Band 21, Nr. 141, 1959